# Урочище Россоховатое
Урочище Россоховатое — лесной заказник местного значения. Находится в городе Енакиево, на реке Булавине — притоке Крынки.
Статус заказника присвоен решениями облисполкома № 276 27 июня 1984 года и № 310 21 июня 1972 года. Площадь — 100 га. Расположен на склонах Волынцевского водохранилища на землях Горловского гослесхоза в пределах Енакиевского лесничества, кварталы № 54, 61, 63, 64. Представляет собой лес по побережью Волынцевского водохранилища, в котором преобладает дуб. Лесной массив защищает примыкающую к Волынцевскому водохранилищу территорию от эрозии, способствует накоплению воды, регулирует поверхностный сток.
Целью создания заказника является сохранение в естественном состоянии ценного лесного массива, искусственно образованного на эродированных землях (склоны Волынцевского водохранилища) — с преобладанием дубовых насаждений с ясенем и грушей лесной.
Встречаются также клён полевой, берёза, слива, тополь канадский, ольха чёрная. Кроме этого флора заказника состоит из большого числа растений, подлежащих охране, в том числе видов, занесенных в Красную книгу Украины: ковыль волосистый и Лессинга, сон чернеющий, тюльпан дубравный, тюльпан змеелистный.